# Grand-Champ

Grand-Champ este o comună în departamentul Morbihan, Franța. În 1 ianuarie 2022 avea o populație de 5.859 de locuitori.